# 詹金斯冰川
54°46′S 36°7′W / 54.767°S 36.117°W
詹金斯冰川（德語：Jenkins-Gletscher），是南極洲的冰川，位於南喬治亞島東南部，處於里斯廷冰川以南，最終注入德里加爾斯基港，由德國探險隊命名，在1957年由英國南極名稱諮詢委員會命名，現時由英國海外領土管轄。